# Spitting Image
Spitting Image is een Britse satirische poppenserie die tussen 1984 en 1996 werd uitgezonden via ITV en in 2020 werd hervat op het digitale platform BritBox. Spitting Image was het geesteskind van de poppenmakers Peter Fluck en Roger Law.

## Concept
In dit programma werden karikaturale poppen van de Britse koninklijke familie (zoals Elizabeth II, Lady Diana, prins Charles) en politici opgevoerd, zoals Ronald Reagan, Michail Gorbatsjov, Paus Johannes Paulus II, Robert Mugabe, Moammar al-Qadhafi, Ruhollah Khomeini, François Mitterrand, Saddam Hoessein, George H.W. Bush en Margaret Thatcher. Behalve politici werden ook tv-figuren, popsterren, sportpersoonlijkheden en Hollywoodacteurs op de korrel genomen, zoals Paul McCartney, Mick Jagger, Keith Richards, Michael Jackson, Jack Nicholson, Madonna, Sylvester Stallone, Bob Geldof, Michael Caine, Laurence Olivier, Marlon Brando, John McEnroe, Leonard Nimoy, Éric Cantona en Luciano Pavarotti.

## Liedjes
In 1986 leverde de show met de The Chicken Song een nummer 1-hitsingle af in de UK Singles Chart. Het programma werd tussen 1985 en 1992 tien keer genomineerd voor een Bafta, waarvan het er een won in 1990.
De videoclip Land of Confusion van Genesis werd gemaakt aan de hand van de Spitting Image-poppen.

## "Spitting Image" in het buitenland
In 1984 bracht de VPRO de serie in Nederland op de buis. Omdat het actuele satire was werden de in Groot-Brittannië uitgezonden afleveringen vaak binnen dezelfde week in Nederland en België uitgezonden. In Nederland zond men elke aflevering integraal uit, al plaatste men wel af en toe extra verklarende boventitels op het scherm bij beroemdheden die in Nederland minder bekend waren. De BRT zond de serie in Vlaanderen uit, maar niet integraal. Ze selecteerden eerder de fragmenten rond de bekendste beroemdheden.
Het AVRO-programma Medialand poogde, als onderdeel van hun show, tot een Nederlandse versie, met poppen van onder meer Dries van Agt, Jaap van Meekren, Rinus Michels, Ruud Lubbers, Marcel van Dam, Tineke de Nooij en Mien Dobbelsteen, ingesproken door Robert Paul. Ook op de Vlaamse televisie heeft men destijds hiertoe pogingen gedaan. In de rubriek Poppehan van Jan Van Rompaeys praatprogramma Zeker Weten werden er door de gebroeders Maillard poppen gemaakt van onder meer Guy Verhofstadt, Louis Tobback, Wilfried Martens, Jean-Pierre Van Rossem en Raymond Goethals. Dirk Denoyelle verzorgde toen de imitaties.
Ook in andere landen bestaan/bestonden er eigen versies van Spitting Image, zoals in Australië, Zuid-Afrika, Duitsland, de Verenigde Staten, Portugal en Frankrijk. Tussen april en juni 2016 was bij SBS6 de Nederlandse variant Wat een poppenkast! te zien.

## Hervatting in 2020
In 2020 werd het programma hervat op BritBox, een gezamenlijk streamingdienst van ITV en BBC. De eerste uitzending vond plaats op 3 oktober 2020 en bevatte poppen van onder andere Donald en Melania Trump, Boris Johnson, Dominic Cummings, Prins Harry en Meghan Markle, Greta Thunberg, Lewis Hamilton, Jacinda Ardern, Elton John, Dwayne Johnson, Kevin Hart, Mark Zuckerberg, Jeff Bezos, Kim Kardashian, Kanye West en Billie Eilish.